# Perisphinctina
Perisphinctina es un género de foraminífero bentónico considerado un sinónimo posterior de Lenticulina de la subfamilia Lenticulininae, de la familia Vaginulinidae, de la superfamilia Nodosarioidea, del suborden Lagenina y del orden Lagenida. Su especie tipo era Robulina depauperata. Su rango cronoestratigráfico abarcaba el Rupeliense (Oligoceno inferior).

## Clasificación
Perisphinctina incluye a la siguiente especie:
- Perisphinctina depauperata †

En Perisphinctina se ha considerado el siguiente subgénero:
- Perisphinctina (Cristellaria), también considerado como género Cristellaria y aceptado como Peneroplis